# Raphaël Colantonio
Raphaël Colantonio (nacido en 1971) es un diseñador de videojuegos francés, fundador y presidente durante 18 años de Arkane Studios. Se ha desempeñado como director creativo en varios títulos de Arkane.

## Carrera

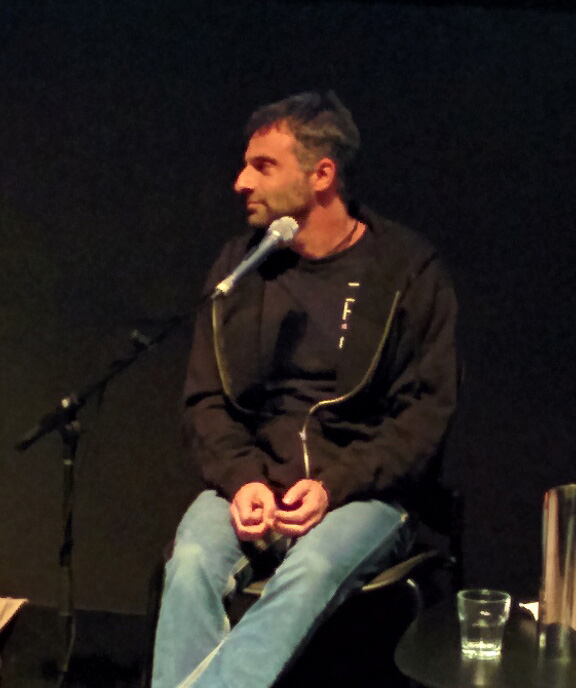
Colantonio en 2017

Cuando Colantonio tenía unos 18 años, a punto de tener que realizar el servicio militar obligatorio que en ese momento tenía Francia, participó en un concurso realizado por Electronic Arts (EA) sobre conocimientos sobre la serie Ultima, de la que había sido fan. No sabía que el concurso estaba destinado a que EA encontrara candidatos calificados para un nuevo estudio que estaban instalando en Francia y, a través del concurso, Colantonio fue contratado por EA, lo que ayudó a establecer sus servicios de atención al cliente en Francia.

### Arkane Studios
Desde el lanzamiento de PlayStation en 1994, Colantonio vio un cambio en EA, que empezó a realizar juegos más orientados a los deportes, un área que no le interesaba. Por este motivo se fue y tomó un puesto en Infogrames por un corto tiempo. Alrededor de 1999 decidió que quería iniciar su propio estudio y, con el apoyo financiero de su tío, él y tres de sus amigos fundaron Arkane Studios en Lyon, Francia.
En junio de 2017 dejó Arkane, aunque se quedó en la sucursal de Arkane en Lyon para ayudar con la transición a la nueva administración, mientras que Harvey Smith supervisó el estudio de Austin. Colantonio dijo que quería pasar más tiempo con su hijo y revaluar sus metas para el futuro. En una entrevista de 2020, dijo que parte de su razón para irse fue la "ansiedad creativa" por ofrecer un juego de calidad triple A en el que se sentía más como hacer un producto, además de querer tomar un descanso para concentrarse en otros asuntos.

### WolfEye Studios
Colantonio y Julien Roby, exproductor de Arkane, anunciaron en noviembre de 2019 que habían formado WolfEye Studios, un estudio de veinte personas que trabajaban de forma distributiva. Anunciaron su primer juego, Weird West, en el The Game Awards de 2019. Weird West, que se lanzó el 31 de marzo de 2022, es un juego de rol de acción con elementos del género de simulación inmersiva en el que el jugador asume el papel de héroes en la frontera estadounidense que se encuentran con elementos sobrenaturales, y con elementos randomizados en cada partida distinta.